# Cratère Caubet
Pour les articles homonymes, voir Caubet.
Le cratère Caubet est un petit cône volcanique adventif du Piton de la Fournaise, le volcan actif de l'île de La Réunion, un département d'outre-mer français dans le sud-ouest de l'océan Indien. Culminant à 2 343 mètres d'altitude, il est situé au cœur du massif du Piton de la Fournaise dans la caldeira appelée Enclos Fouqué. Ce faisant, il relève de la commune de Saint-Philippe et fait partie du parc national de La Réunion.
Le cratère est atteint par le sentier Rivals en provenance du rempart de Bellecombe.